# Stor vedsvampbagge
Stor vedsvampbagge (Mycetophagus quadripustulatus) är en skalbaggsart som först beskrevs av Carl von Linné 1761.  Stor vedsvampbagge ingår i släktet Mycetophagus, och familjen vedsvampbaggar. Arten är reproducerande i Sverige.

## Bildgalleri

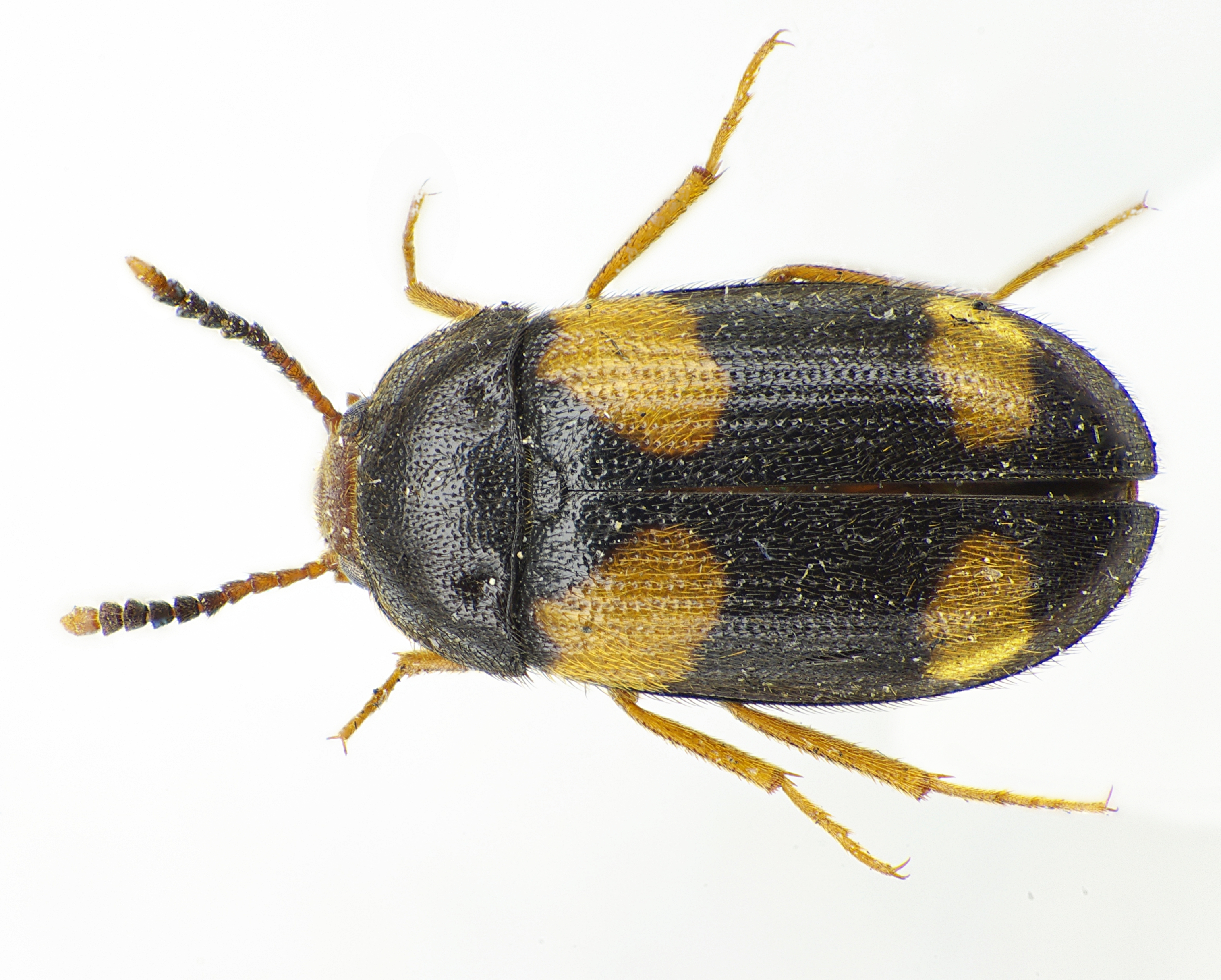
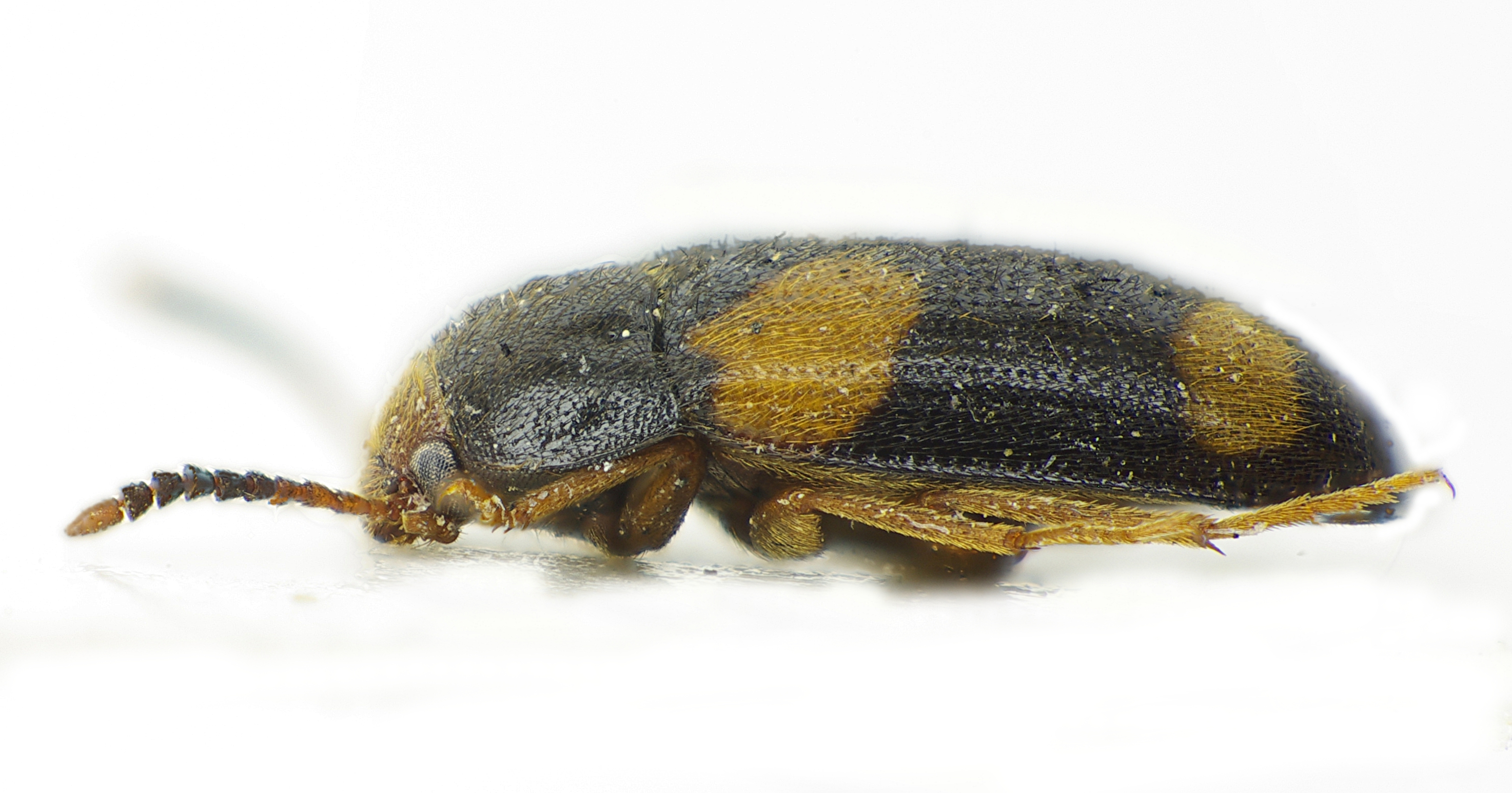
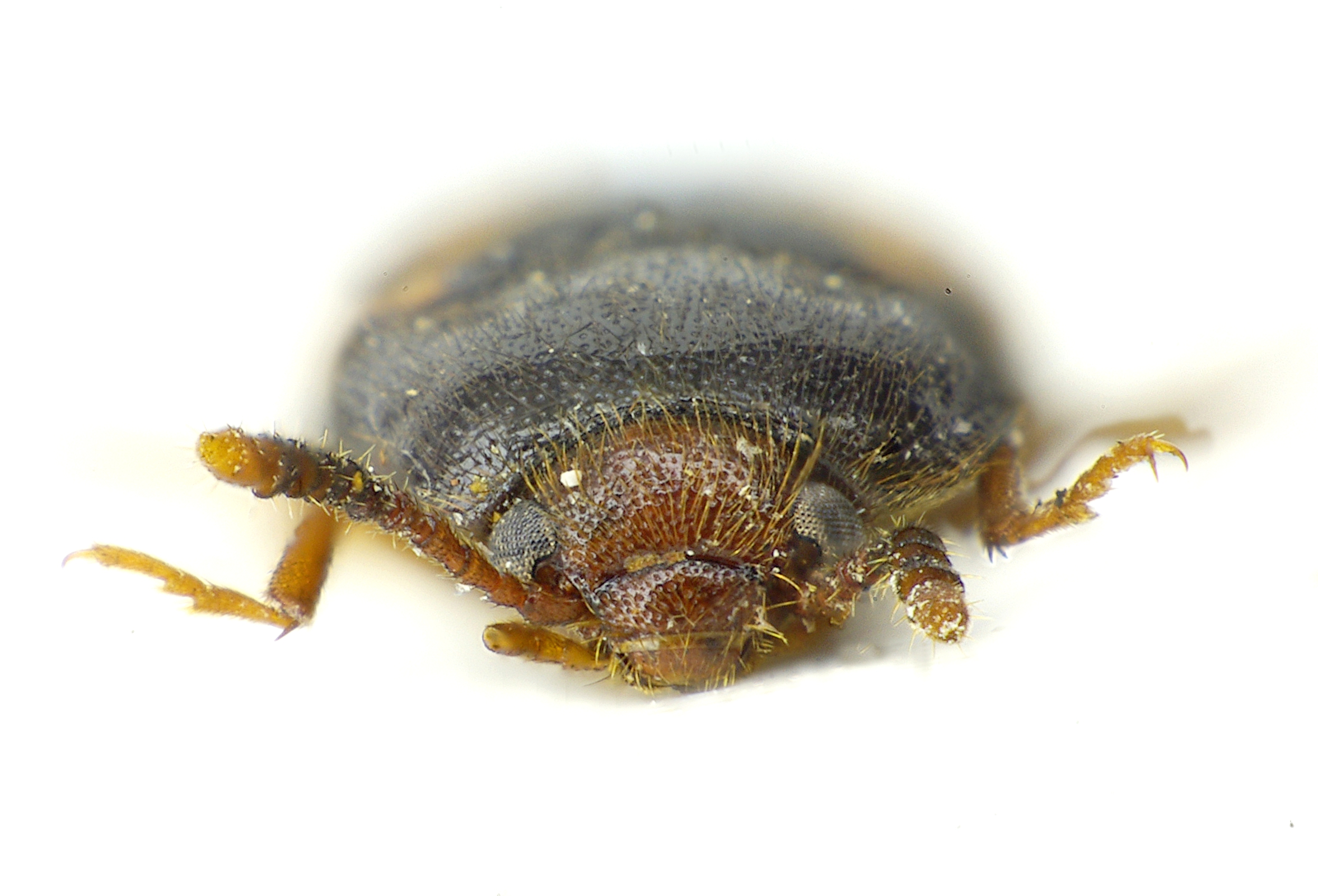
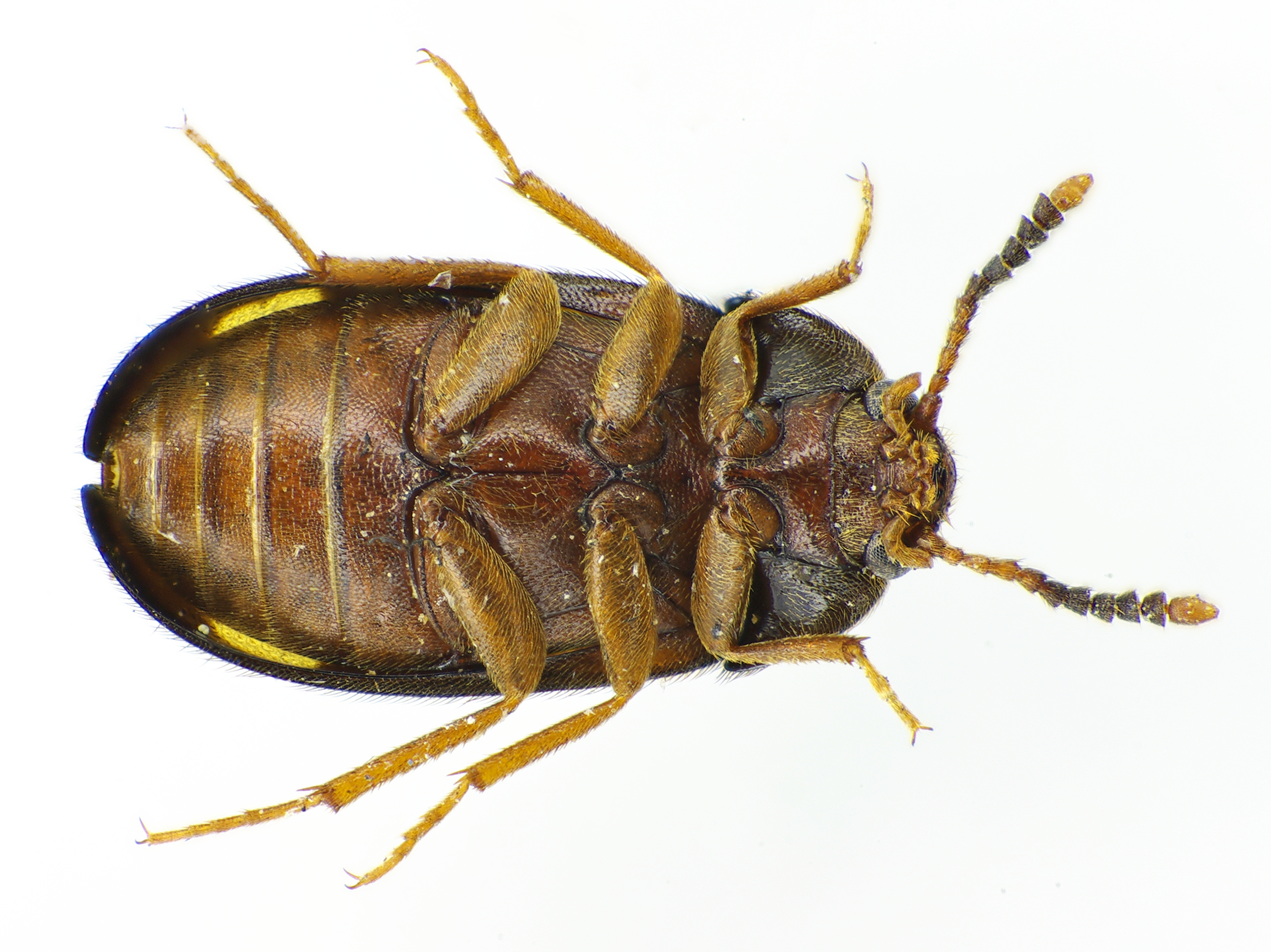
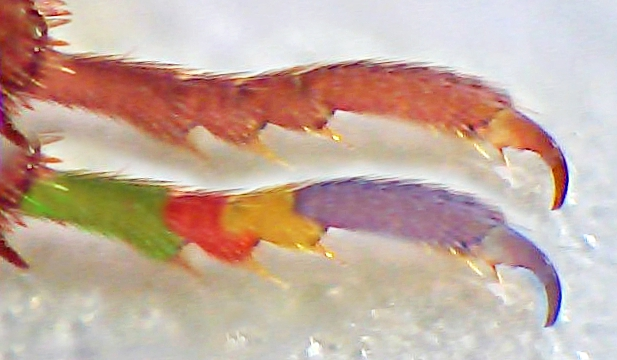
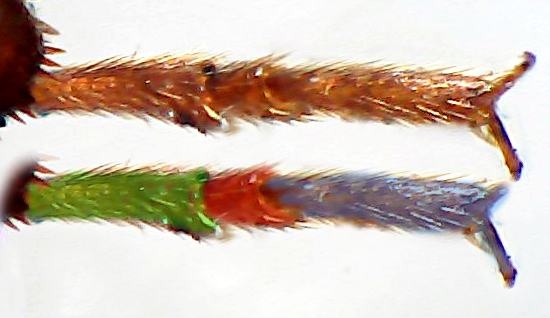